# Оли ле Бен
Оли ле Бен (фр. Aulus-les-Bains) насеље је и општина у јужној Француској у региону Миди Пирене, у департману Арјеж која припада префектури Сен Жирон.
По подацима из 2011. године у општини је живело 209 становника, а густина насељености је износила 4,0 становника/km². Општина се простире на површини од 52.24 km². Налази се на средњој надморској висини од 750 метара (максималној 2698 m, а минималној 719 m).

## Демографија
| 1962. | 1968. | 1975. | 1982. | 1990. | 1999. | 2011. |
| ----- | ----- | ----- | ----- | ----- | ----- | ----- |
| 162   | 227   | 182   | 208   | 210   | 189   | 209   |

График промене броја становника у току последњих година